# A második búr háború áldozatainak emlékműve
A második búr háború áldozatainak emlékműve a dél-afrikai Johannesburgban áll. Tervezője Edwin Lutyens brit építész volt. Eredetileg az angolok oldalán harcoló Rand-ezredek hősi halottjai előtt tisztelgett, 1999-ben azonban nemzeti emlékhellyé változtatták.

## Az emlékmű
A négy oldaláról nyitott, nagyjából húsz méter magas emlékmű a Dél-afrikai Nemzeti Múzeum előtt áll. Eredetileg azoknak az angoloknak az emlékére épült, akik a második búr háborúban, a Rand-ezredekben harcolva vesztették életüket. Az emlékmű építésének ötlete már 1904-ben felmerült George A. Hamilton-Dickson százados, háborús veterán és Lionel Phillips bányatulajdonos (randlord, ebből a szóból ered az ezredek neve) javaslatára. A területet, ahol ma az emlékmű áll, Phillips adta a városnak. A költségvetést 25 ezer fontban határozták meg, ebből az építész díja 500 font volt.
Az alapkövet Artúr, Connaught hercege helyezte el 1910-ben. Az emlékművet Edwin Lutyens tervezte, a földgömbön ülő, szárnyait szétterjesztő bronz békeangyal szobrát Naoum Aronson szobrász készítette. Ez volt Lutyens első háborús emlékműve, élete későbbi szakaszában, 1918 után több mint ötvenet készített. A fő ív fölé a következő szöveget véstékː A Rand-ezredek azon katonáinak, akik elestek a dél-afrikai háborúban 1899-1902. A Rand-ezredek közé az alábbi nyolc alakulat tartozottː Bethune Lovasított Gyalogezrede, a főparancsnok testőrsége, Johannesburgi Lovasított Lövészezred, Vasúti Műszaki Ezred (Railway Pioneer Regiment), Dél-afrikai Könnyűlovasezred, Thornycroft Lovasított Gyalogezrede, Birodalmi Könnyűlovasezred.
1999-ben az alkotást átkeresztelték, hogy a búr háború valamennyi áldozatára emlékeztessen. A becslések szerint a harcokban és a koncentrációs táborokban 22 ezer brit katona, hétezer búr harcos, 24 ezer fekete férfi, nő és gyerek, valamint 22 ezer fehér nő és gyerek halt meg.